# آی‌ان‌اس ویجتا (کی۸۴)
آی‌ان‌اس ویجتا (کی۸۴) (به انگلیسی: INS Vijeta (K84)) یک کشتی است که طول آن 38.6 meters می‌باشد.